# Chris Lighty
Chris Lighty, né le 8 mai 1968 dans le Bronx et mort le 30 août 2012, est un homme d'affaires américain, patron du label discographique Violator (en). Son entreprise représentait à sa mort les artistes hip-hop Nas, Ja Rule, Mobb Deep, Missy Elliott, LL Cool J et 50 Cent. Il était également le manager de Sean Combs.